# Leistus piceus
Leistus piceus (лат.) — вид жуков из подсемейства плотинников (Nebriinae) семейства жужелиц (Carabidae).
Распространён в Европе. Длина тела 5,5—9,5 мм. Со спинной стороны имаго имеют чёрный окрас. Жуки обитают на влажных, но не заболоченных участках и в оврагах лесов. Встречаются и в горных лесах.

## Синонимы
В синонимику вида входят следующие биномены:
- Leistus bosnicola J. Müller, 1937
- Manticora fuscoaeneus Panzer, 1803
- Carabus froehlichii Duftschmid, 1812
- Leistus kaszabi Horvatovich, 1972
- Leistus pseudoalpicola Mařan, 1941
- Leistus roubali Mařan, 1941